# Лычагин, Сергей Павлович
Сергей Павлович Лычагин (1918, Пяша, Сердобский район, Саратовская губерния — 8 октября 1985, Орск, Оренбургская область) — комбайнёр совхоза «Восточный» Адамовского района Чкаловской области. Герой Социалистического Труда (1957).

## Биография
Родился в 1918 году в крестьянской семье в селе Пяша. После окончания семилетки обучался на курсах механизации. С 1935 года трудился комбайнёром в местном колхозе. С 1941 года участвовал в Великой Отечественной войне. После демобилизации в 1943 году трудился водителем на Орском заводе строительных машин. С 1954 года — бригадир тракторно-полеводческой бригады, комбайнёр совхоза «Восточный» Адамовского района.
В 1956 году, использовав сцепку из двух комбайнов, обработал за 23 дня посевную площадь в 1620 гектаров и намолотил 135 тысяч пудов зерновых. Указом Президиума Верховного Совета СССР от 11 января 1957 года «за особо выдающиеся успехи, достигнутые в работе по освоению целинных и залежных земель, и получение высокого урожая» удостоен звания Героя Социалистического Труда с вручением Ордена Ленина и золотой медали Серп и Молот.
Позднее трудился управляющим отделением этого же совхоза. В 1961 году возвратился в Орск, где продолжил работать на местном заводе строительных машин. Руководил на заводе курсами механизации. В последующие годы неоднократно вплоть до 60-летнего возраста вместе с сыновьями выезжал на страду в совхоз «Восточный» Адамовского района. Основал на заводе рабочую династию Лычагиных.
Проработал на заводе более 35 лет. После выхода на пенсию проживал в Орске.
Скончался в 1985 году. Похоронен на Первомайском кладбище Орска.

## Награды
- Герой Социалистического Труда
- Орден Ленина
- Орден «Знак Почёта»
- Медаль «За победу над Германией в Великой Отечественной войне 1941—1945 гг.»
- Медаль «В ознаменование 100-летия со дня рождения Владимира Ильича Ленина»
- Медаль «За освоение целинных земель»